# Дрімцов Сергій Прокопович
Дрімцо́в Сергíй Прокóпович (рос. Дремцов, в публікаціях також Дрімченко) — 3 (15) травня 1867, Харків — 18 серпня 1937 там само) композитор, фольклорист, хоровий диригент, педагог, журналіст, художник, громадський діяч, заслужений артист УРСР з 1928 р.

## Біографія
Загальну освіту отримав у Харківському реальному училищі, закінчивши 7 класів хімічного відділення. В будинку Дрімцових постійно лунала музика, і Сергій Прокопович навчався їй з дитинства. Брав уроки гри на фортепіано у І. Є. Вільчека та співу у С. Я. Лапинського, навчався грі на скрипці.
У 1887 р., за зв'язки з Харківською народовольською організацією висланий до Сибіру. Через рік він отримав від властей дозвіл вчитися і вступив до агрономічного відділення Красноуфимського технікуму, після закінчення якого оселився у Вятці, де продовжив заняття музикою (навчався сольному співу у К. Шляпникової в приватній школі Лєонової та брав уроки гри на фортепіано у Р. Андрєєва).
У Вятці розгорнулася активна журналістська діяльність С. П. Дрімцова. З 1897 р. до 1903 р. він був секретарем редакції «Вятской газеты». Він написав низку праць з питань агрономії. С. П. Дрімцов підтримував творчі контакти з видатними діячами української культури І.Франком, М.Старицьким, М. Лисенком.
У 1903 р. закінчився строк заслання і С. П. Дрімцов повернувся в Україну. Деякий час жив у маєтку поміщика Лісевича на Сумщині, працював у нього агрономом. Тут познайомився з видатним вченим-ботаніком, професором Харківського університету А. Красновим.
З 1907 р. С. П. Дрімцов постійно жив у Харкові. З 1908 р. до 1917 р. завідував відділом позашкільної освіти Харківського повітового земства, організував хорові та музичні гуртки в робочих клубах. Великим успіхом користувалися концерти хору Народного будинку. С. П. Дрімцов не припиняв журналістської діяльності. В 1909—1913 рр. він працював в редакції журналу «Хлібороб» і був фактичним редактором.

## Музична діяльність
Сергій Прокопович багато зробив для розвитку музичної освіти в Україні, працював педагогом і керував рядом навчальних закладів. На 1920-ті рр. припадає пік музично-громадської діяльності С. П. Дрімцова. Він брав участь в організації Харківського відділення музичного товариства імені Миколи Леонтовича (1922), Харківської філармонії (1928), був членом Вищого музичного комітету Голів політосвіти НКО, Всеукраїнського товариства драматургів і композиторів.
З початку 1920-х рр. особливою популярності і широкого розвитку набула хорова музика. Дрімцов був засновником і першим диригентом «Українського державного хору», диригентом хорової капели Губполітосвіти, завідував студією Робітничо-селянського театру.
У 1925 р. С. П. Дрімцов — ректор Харківського музично-драматичного інституту (1925-34 — ректор). Надалі Сергій Прокопович — завідувач Музичних класів при Харківському музично-драматичному інституті, член правління інституту. Він був одним з організаторів Робітничої консерваторії і протягом двох років завідував навчальною частиною (початок 1930-х рр.).
Внесок С. П. Дрімцова у розвиток української музичної культури був високо оцінений урядом УРСР. З нагоди 35-річчя його музичної діяльності, Сергію Прокоповичу присуджено звання «Заслуженого артиста державних театрів» (1928).
У 1934 р. С. П. Дрімцов після самогубства М. O. Скрипника був змушений залишити інститут. Він отримав роботу у Харківській державній науковій бібліотеці ім. В.Короленка, де очолив створений ним музичний відділ.
Помер С. П. Дрімцов 18 серпня 1937 р. Він був похований на Першому міському кладовищі у Харкові, згодом його прах перенесено на 13 міське кладовище в Меморіал.

## Дрімцов і бандура
Особливу цікавість проявив С. П. Дрімцов до мистецтва кобзарів. З І. Кучеренком у Сергія Прокоповича були дружні стосунки, сліпий бандурист часто гостював у нього. Разом з І.Кучеренком С.Дрімцов працював над реконструкцією бандури. На Міжнародному конкурсі музичних інструментів у Парижі бандура С. П. Дрімцова отримала премію «Гран Прі» (1912).
Вчився грати на бандурі у В. Ємця. Фінансово утримував кобзарські курси в Лисенківській школі. Видав «Думи і пісні кобзаря I. Кучеренка» записи та ілюстрації.
У 1925 р. Дрімцов став директором та професором Харківського Музично-драматичного інституту, де брав участь у створенні класу бандури. Скомпонував оперу «Іван Морозенко» на кобзарські мотиви і присвятив її I. Кучеренкові.

## Композиції
Сценічні жанри:
- Опера-дума «Іван Морозенко» («Настуся»), лібрето за П.Кулішем і нар. думами, 1914, 2-га ред. 1925,
- опера «Мартин Гак»,
- оперета «Сорочинський ярмарок» (1926)
- музика до вистав «Сотник», «Тополя» (1934),

Інструментальна та вокальна музика:
- «Думка» Gis moll фортепіано, 1914.
- «Ноктюрн» Gis moll фортепіано, 1914.
- камерно-інструментальне тріо «Кобзарський спів» (1926),
- Сюїта і Квартет; для фортепіано
- п'єси; хори на слова В.Сосюри, романси і пісні на слова Т. Шевченка, Л. Українки, М. Некрасова;
- обробки народних пісень; музика до театральних вистав.

## Праці
- Елементи народного стилю в творчості М. Лисенка,
- Музична теорія — практичний курс для муз. проф. шкіл, Х.-К., 1925